# فندق إنتركونتينتال (بوخارست)
فندق إنتركونتينتال (بالرومانية: Hotelul Intercontinental din București) هو فندق خمس نجوم يقع في ساحة الجامعة ورمز للمدينة. تم بناءهُ في فترة الحكم الشيوعي، وهي واحدة من أطول البنايات في رومانيا. يبلغ أرتفاهع 87 مترًا ويتكون من 24 طابق و 257 غرفة.